# Aulacocyclus laevipennis
Aulacocyclus laevipennis is een keversoort uit de familie Passalidae. De wetenschappelijke naam van de soort is voor het eerst geldig gepubliceerd in 1945 door Doesburg.